# Karel Koubek
Karel Koubek (23. září 1896 Třebíč – 24. září 1940 Plzeň) byl český malíř a grafik. Původním povoláním byl fotograf, malířství se učil u Františka Soukupa ve Dvoře Králové nad Labem a u profesora K. Keményiho v Plzni, kde od roku 1928 žil a roku 1940 zemřel. Věnoval se kresbě podobizen, olejomalbě a grafice.

## Život a dílo
V roce 1920 byl Karel Koubek odveden na vojnu, byl vojínem u telegrafního pluku č. 2. Z ohlašovacích lístků fondu Policejního ředitelství vyplývá, že v Plzni je poprvé hlášen k 10. červenci 1929 (Houškova 41), je bez vyznání, rozvedený, poslední byt Duchcov – Havlíčkova ul. Rodiče Antonín Koubek a Františka rozená Hutařová, jako povolání uvedeno „fotograf“.
Dne 8. února 1930 se na okresním úřadě v Plzni znovu oženil. Vzal si Marii Pužejovou, narozenou 1. ledna 1897 v Plzni (rodiče František Pužej a Antonie Pávová).
Dne 19. září 1935 zaslal Karel Koubek do Kanceláře prezidenta republiky výtisk svého dřevorytu zobrazujícího prezidenta T. G. Masaryka a požádal o svolení k prodeji omezeného počtu reprodukcí. Tím vznikl ve fondu Kanceláře prezidenta republiky spis sign. D 5193/36, který byl v roce 1965 ve skartačním řízení zničen. Nelze doložit, zda zaslaný dřevoryt byl či nebyl zařazen do uměleckých sbírek Pražského hradu. Lze předpokládat, že se stal součástí Muzea darů TGM, které převzal Ústav TGM. Sbírkové předměty muzea byly za okupace uschovány na různých místech, během likvidace ústavu v 50. letech rozvezeny do různých institucí a většina z nich se dnes nachází v soukromých rukou nebo je ztracena.
Dne 27. dubna 1936 Kancelář prezidenta republiky psala na policejní ředitelství v Plzni dotaz ohledně jeho poměrů, aby mohla posoudit udělení jednorázové podpory jako odměny za zaslané grafické práce. V odpovědi se píše, že Koubek nemá žádný povědomý majetek a jeho výdělek činí asi 100 Kč týdně, v poslední době byl šest měsíců nemocen a byl léčen v městské všeobecné nemocnici; manželka je rovněž nemajetná. „Koubek se těší dobré pověsti, je zachovalý a ježto žije v tísnivých existenčních poměrech, navrhuje se, aby mu byla udělena jednorázová peněžitá podpora jako odměna za zaslané grafické práce“. V dopise pak dále uvedeno, že bydlí u své tchyně Antonie Pužejové v jedné oddělené světnici, za což jí platí 100 Kč za čtvrt roku, „jest hoden a potřeben udělení menší peněžité podpory, jakou p. prezident uděluje v krajní a nezaviněné nouzi“.
V prosinci 1939 opět vydávalo policejní ředitelství dobrozdání o jeho majetkových poměrech – opět ho označili za nemajetného, prodejem obrazů vydělá 100 až 500 K měsíčně. Je ženatý, bezdětný, manželka Marie šije doma prádlo pro různé firmy a vydělá takto 100 až 150 K týdně, obývají byt o pokoji a kuchyni v Lochotínské ul. č. 13 za roční nájemné 1800 K.
V rámci města Plzně se několikrát stěhoval – z Houškovy ulice č. 41 do Radimské číslo 3, poté na Náměstí Republiky 8, Malické 6, Kramářových sadů 9, opět na Náměstí Republiky 8, do Solní č. 6. Poslední adresou je Lochotínská č. 13, kde zemřel.

### Galerie

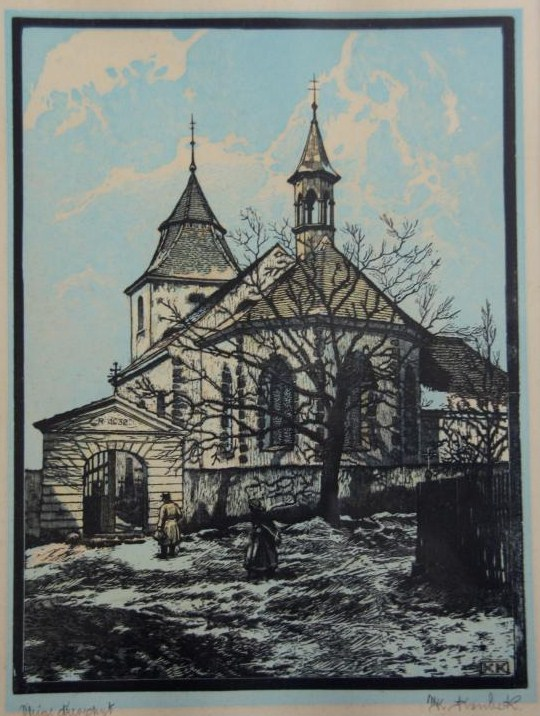
Karel Koubek - Kostel v zimě
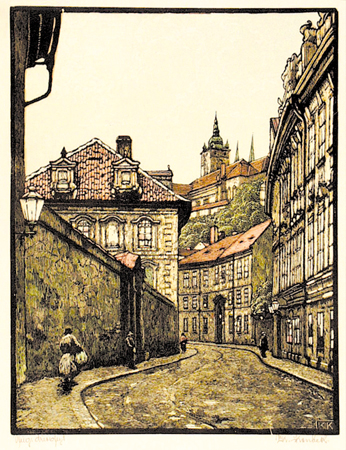
Karel Koubek – Nerudova ulice v Praze
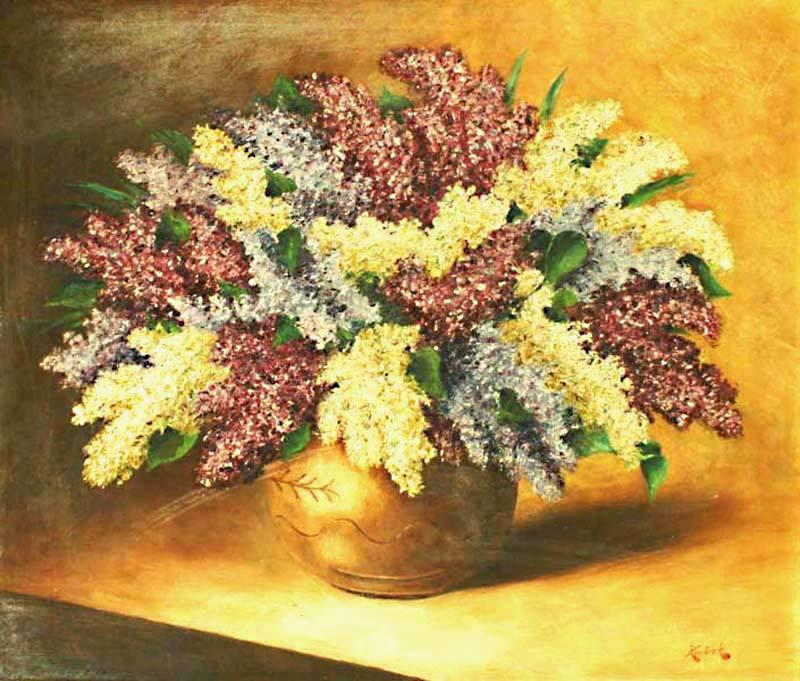
Karel Koubek - Šeříky ve džbánku
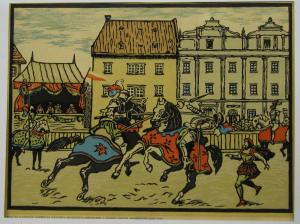
Karel Koubek – Turnaj na plzeňském náměstí
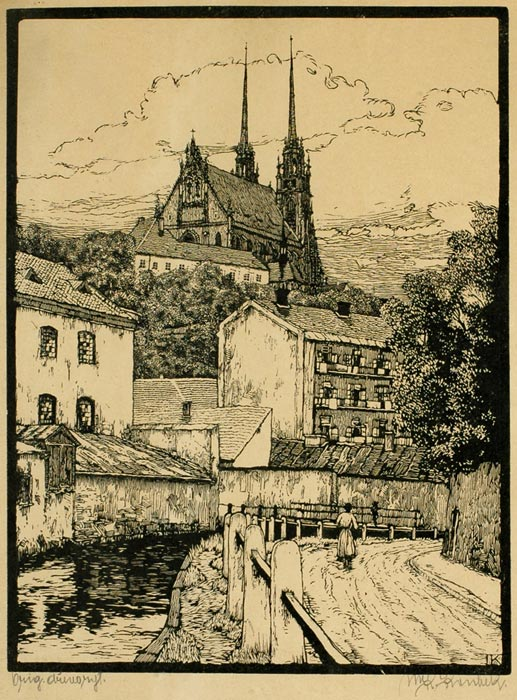
Karel Koubek – Pohled na Petrov

### Dřevoryty
- Nerudova ulice (Praha),
- Františkánský klášter (Plzeň),
- Pohled na Petrov (Brno),
- Kostel sv. Tomáše (Brno),
- Zlatá ulička (Praha),
- Vodárenská věž (Plzeň),
- Turnaj na plzeňském náměstí za návštěvy arciknížete Ferdinanda a krásné Filipíny Welserovny r. 1555,
- Mariánská Týnice